# Leyte

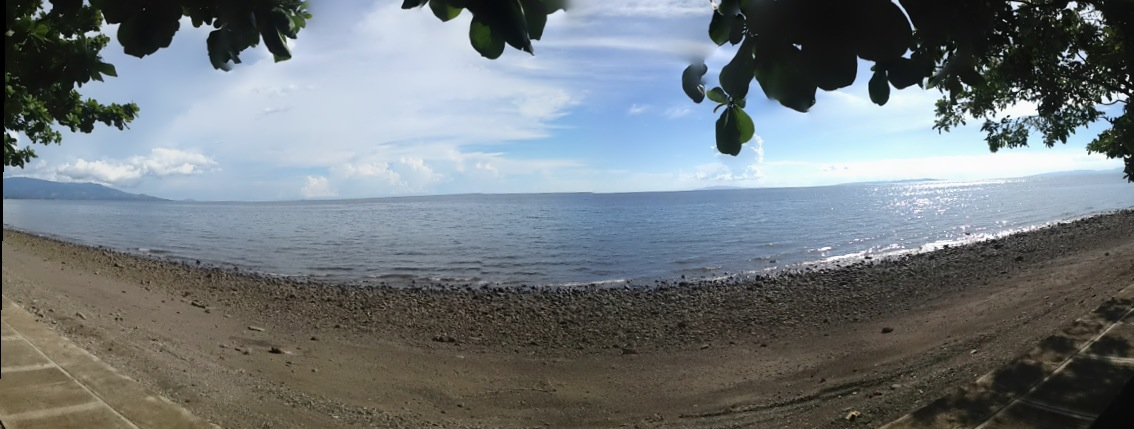
Stranden Baybay på Leyte.

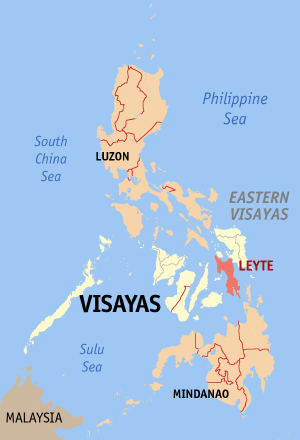
Leytes läge i Visayas i Filippinerna.

Leyte är en ö i Filippinerna som tillhör ögruppen Visayas. Ön ligger i provinsen Leyte och är 7 368 km² stor, ungefär 180 km lång och 65 km bred. Den största staden är Tacloban City. I södra och västra delen av ön talar man cebuano och i norra och östra delen talar man waray. Leyte ligger mycket nära Samar; de båda öarna skiljs åt endast av ett smalt sund. Havet öster om Leyte kallas Leytebukten.
Leyte är känd för att flera slag ägde rum här under andra världskriget, bland annat slaget vid Leytebukten.
Området drabbades i början av november 2013 av Tyfonen Haiyan, en av de mest omfattande tropiska cykloner som någonsin drabbat mänskligheten.